# Псово
Псово (рус. Псово) слатководно је језеро глацијалног порекла смештено на крајњем југоистоку Псковске области, односно на западу европског дела Руске Федерације. Административно припада Великолушком рејону.
Преко своје једине отоке реке Демјанке, притоке Ловата, повезано је са басеном реке Неве и Балтичким морем.
Површина језерске акваторије је 6,81 км². Просечна дубина воде у језеру је око 5 метара, док максимална дубина досеже до 7,6 метара. Површина сливног подручја је око 65,3 км².
На облаи језера налазе се села Сапроново, Кољубаки, Демјаница и Крупишово.